# 星谷美友
星谷 美友（ほしたに みゆ、1月16日）は、日本の女性歌手である。
旧芸名は「μ」（ミュゥ）。株式会社Sに所属していた。
主にアダルトゲームの主題歌で活動している。

## 略歴
4歳からピアノを習い始め、15歳の頃から本格的に歌手活動を目指す。
音楽大学声楽学科で教員免許を取得。同時、アクターズ・スクールで演技とダンスを学び、エンターテインメントに興味を持ち始める。卒業後、フリーランスのスタジオミュージシャンとして活動を開始。
2009年、佐藤ひろ美プロデュースの下、PCゲーム『アンバークォーツ』のエンディングテーマ「イノセントクォーツ」の歌唱を担当し、「μ」として歌手デビューを果たす。それ以降、PCゲームの主題歌として何曲を提供している。
2013年、テレビアニメ『私がモテないのはどう考えてもお前らが悪い!』のエンディングテーマを担当することになった。
2016年、「度重なる契約違反行為」により、Sとの契約は解除。その結果、完全フリーランスとなる。

## ディスコグラフィ

### シングル
| 枚 | 発売日         | タイトル       | 規格品番  |
| -- | -------------- | -------------- | --------- |
| 1  | 2011年6月24日  | Heavenly Kiss  | WMACD-021 |
| 2  | 2013年11月29日 | Rollin' Lonely | WMACD-027 |

### タイアップ曲
| 楽曲                                      | タイアップ                                                                        | 時期   |
| μ 名義                                    | μ 名義                                                                            | μ 名義 |
| ----------------------------------------- | --------------------------------------------------------------------------------- | ------ |
| イノセントクォーツ                        | PCゲーム『アンバークォーツ』エンディングテーマ                                    | 2009年 |
| 星の奇跡                                  | PCゲーム『77 〜And, two stars meet again〜』エンディングテーマ                    | 2009年 |
| brileto ～永遠のあかい糸～                | PCゲーム『恋愛催眠 ～ツンな彼女がデレる催眠～』エンディングテーマ                 | 2010年 |
| ばぐぱにっくが止まらない。                | iPhone/iPod Touch用ゲームアプリ『虫姫さま バグパニック』イメージソング            | 2010年 |
| きっとまた。                              | iPhone/iPod Touch用ゲームアプリ『虫姫さま バグパニック』エンディングテーマ        | 2010年 |
| 二人で一つ                                | PCゲーム『おねガン!』オープニングテーマ                                           | 2011年 |
| Heavenly Kiss                             | PCゲーム『Hyper→Highspeed→Genius』オープニングテーマ                              | 2011年 |
| BETRAYER                                  | PCゲーム『復讐催眠』オープニングテーマ                                            | 2011年 |
| カケラ                                    | PCゲーム『理 -コトワリ- ～キミの心の零れた欠片～』オープニングテーマ              | 2011年 |
| A Magic to Dream of Magic                 | iPhone/iPod Touch用ゲームアプリ『デススマイルズ』イメージソング                   | 2011年 |
| Panorama chime                            | PCゲーム『祝福の鐘の音は、桜色の風と共に。』オープニングテーマ                    | 2012年 |
| 桜色エンゲージ                            | PCゲーム『祝福の鐘の音は、桜色の風と共に。』エンディングテーマ                    | 2012年 |
| Brand New World                           | パチスロ『ランブルローズ3D』搭載曲                                                | 2012年 |
| Rollin' Lonely                            | PCゲーム『HHG 女神の終焉』オープニングテーマ                                      | 2013年 |
| そこらの着ぐるみの風船と私                | テレビアニメ『私がモテないのはどう考えてもお前らが悪い!』第11話エンディングテーマ | 2013年 |
| トロピカル☆マーメイド                     | PCゲーム『トロピカルVACATION』エンディングテーマ                                  | 2014年 |
| Wanna Know! Wanna Go!                     | パチスロ『激闘!西遊記』搭載曲                                                     | 2014年 |
| 暁の未来                                  | PCゲーム『三極姫4 〜天華繚乱 天命の恋絵巻〜』オープニングテーマ                   | 2015年 |
| Stardust Tears                            | PCゲーム『Sunrider Academy』オープニングテーマ                                    | 2015年 |
| ラブ*プライオリティ                       | PCゲーム『アンラッキーリバース Unlucky Re:Birth/Reverse』オープニングテーマ       | 2015年 |
| 星谷美友 名義                             |                                                                                   |        |
| Dear, my heart ～君に出逢ったその日から～ | PCゲーム『人妻寝取り屋』オープニングテーマ                                        | 2018年 |
| Lots of love                              | PCゲーム『人妻寝取り屋』エンディングテーマ                                        | 2018年 |
| スイート♡スペース                         | PCゲーム『姉×姉! どっちが好き? どっちも!!』エンディングテーマ                     | 2018年 |
| What is LOVE?                             | PCゲーム『メス堕ち!オレのネトリ棒で淫らに喘ぐ先輩&後輩妻』オープニングテーマ      | 2018年 |
| 十六夜ノ恋                                | PCゲーム『メス堕ち!オレのネトリ棒で淫らに喘ぐ先輩&後輩妻』エンディングテーマ      | 2018年 |
| ハピ☆GO                                   | PCゲーム『ノットフィクション!』主題歌                                             | 2019年 |
| シャイニング♡プレイス                     | PCゲーム『いつまでも息子のままじゃいられない!4』主題歌                            | 2019年 |
| 恋模様                                    | PCゲーム『メス堕ち!巨乳水着妻達とのラブエロスイミング!』オープニングテーマ        | 2019年 |
| Paradising!                               | PCゲーム『メス堕ち!巨乳水着妻達とのラブエロスイミング!』エンディングテーマ        | 2019年 |

### 参加作品
| 発売日         | 商品名                                                                  | 歌                                | 楽曲                                                                  |
| -------------- | ----------------------------------------------------------------------- | --------------------------------- | --------------------------------------------------------------------- |
| 2009年8月14日  | コットンサウンドトラックCD ナギサの&アンバークォーツ                    | μ                                 | 「イノセントクォーツ ver. NAYUTA」 「イノセントクォーツ ver. TAMANO」 |
| 2009年8月14日  | 77 〜And, two stars meet again〜 Original Sound Tracks WISH THE STAR    | μ                                 | 「星の奇跡」                                                          |
| 2011年8月11日  | Whirlpool Vocal Song Collection Vol.2 Resonance                         | μ                                 | 「星の奇跡」                                                          |
| 2011年12月29日 | GWAVE 2011 1st Chronicle                                                | μ                                 | 「Heavenly Kiss」                                                     |
| 2012年8月22日  | RiSE                                                                    | μ & 佐藤ひろ美                    | 「カケラ」                                                            |
| 2012年11月30日 | SUPER SHOT5 スペシヤルエディシヨン -美少女ゲームリミックスコレクション- | μ                                 | 「Heavenly Kiss (Hedonist's Hardcore Remix)」                         |
| 2014年6月14日  | GWAVE 2013 2nd Progress                                                 | μ                                 | 「Rollin' Lonely」                                                    |
| 2015年7月1日   | REFLEC BEAT groovin'!! Upper ORIGINAL SOUNDTRACK                        | 岩橋星実 (Elements Garden) feat μ | 「Material Factor」                                                   |
| 2018年10月10日 | pop'n music うさぎと猫と少年の夢 Original Soundtrack                    | DJ TOTTO feat. Miyu Hoshitani     | 「INHERITANCE of WILL」                                               |

### 提供作品
コーラス
- 白（茅野愛衣）
  - =ONESELF（『ノーゲーム・ノーライフ』キャラクターソング）
- にーそっくすす[メンバー 1]
  - 精霊剣舞祭（ブレイドダンス）（『精霊使いの剣舞』キャラクターソング）
  - 祝祭のエレメンタリア（『精霊使いの剣舞』キャラクターソング）
- 佐藤ひろ美
  - 吉里吉里地方の子守唄 〜ミルキーのおっちゃんに捧ぐ〜

歌詞
- 丸恋夢子
  - my life treasure ～赤い糸の伝説～（PCゲーム『シューカツ!』エンディングテーマ）

### 映像作品
| 発売日 | タイトル                                    | 規格品番 | 備考                                                                   |
| ------ | ------------------------------------------- | -------- | ---------------------------------------------------------------------- |
| 2015年 | S 夏祭り 2015 at 東京キネマ倶楽部           | -        | 「星の奇跡」「Stardust Tears」「Heavenly Kiss」を収録。                |
| 2015年 | S 冬祭り 2015 in 東京国際フォーラム ホールC | -        | 「イノセントクォーツ」「ラブ*プライオリティ」「Heavenly Kiss」を収録。 |